# Gareth Emery
Gareth Emery, właściwie Gareth Thomas Rhys Emery (ur. 18 lipca 1980 w Southampton) – brytyjski DJ i producent muzyczny. Występuje pod wieloma pseudonimami jak np. GTR czy Cupa. Od 2003 do 2008 roku Gareth był członkiem wytwórni Five AM. W 2009 roku podpisał kontrakt z wytwórnią Garuda. Jego utwory są miksowane przez wielu znanych artystów m.in. przez Armina van Buurena, Markusa Schulza, Above & Beyond, Sandera van Doorna. 19 września 2010r. ukazał się jego album zatytułowany Northern Lights.

## Dyskografia

### Albumy
- 2010: Northern Lights
- 2011: Northern Lights Re-Lit
- 2014: Drive
- 2015: Drive: Refueled
- 2016: 100 Reasons to Live

### Single
- 2002: „Nervous Breakdown” (jako GTR, versus The Shrink)
- 2002: „Mistral” (jako GTR)
- 2002: „Flood Control” (jako GTR)
- 2002: „Psiclone” (jako GTR)
- 2003: „The Message” (jako CERN)
- 2003: „Blaze” (jako Cupa)
- 2003: „Foundation (jako Cupa)
- 2004: „Escapade” (oraz Jon O'Bir)
- 2005: „Between Dreams”
- 2005: „Backlash”
- 2005: „Tribalism”
- 2005: „History of a Day”
- 2005: „This Is New York” (gościnnie: Lange)
- 2005: „Equals 69” (gościnnie: Lange)
- 2005: „Bouncebackability” (gościnnie: Jon O'Bir)
- 2005: „Lose Yourself” (gościnnie: Kirsch)
- 2005: „Digital Blues” (jako Digital Blues)
- 2005: „Definition” (jako Digital Blues)
- 2006: „Another You, Another Me” (gościnnie: Lange)
- 2006: „Interlok” (gościnnie: Nicholas Bennison)
- 2006: „No Way Back” (gościnnie: Jon O'Bir)
- 2006: „Integrate” (gościnnie: Jon O'Bir)
- 2006: „On Track” (gościnnie: Lange)
- 2006: „Three” (gościnnie: Lange)
- 2007: „More Than Anything”
- 2007: „Outrageous” (jako Runway)
- 2007: „Soul Symbol” (gościnnie: Rue De Gar)
- 2008: „This Is That”
- 2009: „Exposure/Metropolis”
- 2009: „I Will Be the Same” (gościnnie: Emma Hewitt)
- 2009: „The Sound of Garuda”
- 2010: „Sanctuary”
- 2010: „Northern Lights”
- 2010: „On A Good Day (Metropolis)” (oraz Above & Beyond)
- 2010: „Citadel”
- 2011: „Northern Lights Re-Lit”
- 2011: „Flash” (oraz Ben Gold)
- 2011: „Mansion” (oraz Ashley Wallbridge)
- 2011: „Into the Light” (gościnnie: Mark Frisch)
- 2011: „Tokyo”
- 2012: „Concrete Angel” (gościnnie: Christina Novelli)
- 2012: „The Saga”
- 2012: „D.U.I.” (oraz Ashley Wallbridge)
- 2013: „Meet Her In Miami”
- 2013: „Layers”
- 2013: „Lights & Thunder” (oraz Krewella)
- 2014: „U” (gościnnie: Bo Bruce)
- 2014: „Long Way Home”
- 2014: „Dynamite” (gościnnie: Christina Novelli)
- 2015: „Huracan"
- 2016: „We Were Young"
- 2017: „Saving Light(inne języki)” (oraz Standerwick; gościnnie: HALIENE)
- 2018: „Call to Arms" (gościnnie: Evan Henzi)

### Remiksy
- 2002: GTR vs. The Shrink – Nervous Breakdown (Trance Mix) & (Bootleg Mix)
- 2003: Nova – All This Love (GTR Mix)
- 2003: CERN – Baileys (GTR Dub)
- 2003: Quadraphonic – I Can Feel Your Love (Gareth Emery's GTR Mix)
- 2004: GTR – Reason to Believe (Gareth Emery Remix)
- 2004: Echano – Nothing to Live For (Gareth Emery Remix)
- 2004: Will Holland – Magicka (Gareth Emery Remix)
- 2004: Digital Delinquents – Forever (Gareth Emery Vocal Mix) & (Gareth Emery Dub Mix)
- 2004: Wirefly – The Verdict (Gareth Emery & Mark Dedross Mix)
- 2005: Zodiak – Provincial Disco (Gareth Emery Remix)
- 2005: DJ Sammy – L'bby Haba (Gareth Emery Remix)
- 2005: Cupa – Mass Panic (Gareth Emery Remix) & (Concept Mix)
- 2005: Nu-NRG – Dreamland (Gareth Emery vs. Brisky Remix)
- 2006: DT8 Project – Tomorrow Never Comes (Gareth Emery Remix)
- 2006: Lange vs. Gareth Emery – Back On Track (Gareth Emery Back On Breaks Remix)
- 2006: Mike Foyle – Shipwrecked (Gareth Emery Remix)
- 2006: Vinny Troia feat. Jaidene Veda – Flow (Gareth Emery Remix) & (Gareth Emery Dub Mix)
- 2006: George Acosta feat. Truth – Mellodrama (Gareth Emery Remix)
- 2006: Gareth Emery feat. Nicholas Bennison – Interlok (Gaz's Dubbed Out Mix)
- 2007: Albert Vorne – Formentera What? (Gareth Emery Remix)
- 2008: DJ Orkidea – Metaverse (Gareth Emery Remix)
- 2008: Myon & Shane 54 feat. Carrie Skipper – Vampire (Gareth Emery's Garuda Remix)
- 2008: Martin Roth – Off the World (Gareth Emery Remix)
- 2008: Destination X feat. Lisa Nicole – Dangerous (Gareth Emery Remix)
- 2008: Darude feat. Blake Lewis – I Ran (So Far Away) (Gareth Emery Remix)
- 2008: Andrew Bennett vs. Tatana feat. Tiff Lacey – Closer (Than A Heartbeat) (Gareth Emery Remix)
- 2008: Bartlett Bros feat. Marcia Juell – Let it Flow (Gareth Emery Remix)
- 2008: Stowers & Young – The Second Coming (Gareth Emery Remix)
- 2009: Bobina – Time & Tide (Gareth Emery Remix)
- 2009: Oceanlab – Lonely Girl (Gareth Emery Remix)
- 2009: Ronski Speed feat. Ana – The Deep Divine (Gareth Emery Remix)
- 2009: M.I.K.E. – Sunrise At Palamos 2009 (Gareth Emery Remix)
- 2009: Fabio XB & Micky VI – Make This Your Day (Gareth Emery Remix)
- 2009: Fabio XB & Andrea Mazza – Light to Lies (Gareth Emery Remix)
- 2009: Gaia – Tuvan (Gareth Emery Remix)
- 2009: Rosie and The Goldbug – Heartbreak (Gareth Emery Remix)
- 2009: Terry Ferminal & Jonas Stenberg – A Thousand Miles, Memories (Gareth Emery Edit)
- 2010: Nadia Ali – Rapture (Gareth Emery Remix)
- 2011: John O’Callaghan & Betsie Larkin – Save This Moment (Gareth Emery Remix)
- 2011: Britney Spears – I Wanna Go (Gareth Emery Remix)
- 2011: Super8 & Tab feat. Alyna – Perfect Day (Gareth Emery Remix)
- 2012: Labrinth – Last Time (Gareth Emery Remix)
- 2015: Emma Hewitt – Going Home (Gareth Emery Remix)